# Église Saint-Martin de Barriac-les-Bosquets
Pour les articles homonymes, voir Église Saint-Martin.
L'église Saint-Martin de Barriac-les-Bosquets est un édifice religieux situé à Barriac-les-Bosquets dans le Cantal, en France.

## Histoire
L'église est construite au XIIe siècle,  en architecture romane. Le chœur et l'abside datent de cette époque ; la nef, en revanche, a plusieurs fois été remaniée.
Le clocher et le chevet sont inscrits au titre des monuments historiques le 1er juin 1927.